# Rasmus Frankenau
Rasmus Frankenau (Franckenau) (født 6. januar 1767 i København, død 12. oktober 1814 i Slagelse) var en dansk læge og digter.

## Liv
Han var søn af etatsråd, toldinspektør Friedrich Christian de Franckenau og dennes første hustru Maren født Pau.
Ved faderens død blev han privat dimitteret til Universitetet og fik medicinsk embedseksamen 1794 fra Det Kgl. Frederiks Hospital.
Hans højeste ønske var at få lejlighed til at udvide sine kundskaber i udlandet, men ukendt og uden anbefalinger, søgte han længe forgæves om offentlig understøttelse til rejsen.
Endelig tildeltes han nogle ubetydelige midler, og han påbegyndte rejsen. Men de landsmænd, der så og kendte denne, ville næppe misunde ham den, skrev han senere.
Han tilbragte vinteren 1795-96 i Göttingen, den sørgeligste og fattigste vinter i hans liv. Tog i foråret 1796 til Leipzig og Wien, hvor det offentlige sundhedsvæsen især interesserede ham. På vejen hjem tog han over Berlin.
Efter hjemkomsten blev han i 1797 dr.med. og var i sommeren 1798 atter i Göttingen, men blev harm over kvaksalveri og de kællingekure, der anvendtes i Pyrmont, denne Assemblésal for den menneskelige Overtro.
Da der samme år blev oprettet et lægeembede for Arendal og omegn, blev Frankenau udnævnt til fysikus her. Han giftede sig 1799 med den langt yngre Vilhelmine Giede (d. 1825), men embedet i Arendal kunde ikke brødføde ham og familien, hvorfor han året efter, i 1802, vendte tilbage til København, hvor han i 8 år var distriktslæge i hovedstaden og 1810 blev hospitalslæge i Slagelse. Han døde Træt af Gjenvordighed i sin bedste alder 1814.

## Værk
Rasmus Frankenau udfoldede en stor litterær virksomhed i populærmedicinsk retning. Hans håndbog Det offentlige Sundhedspolitie under en oplyst Regiering, især med Hensyn paa de danske Stater og deres Hovedstad. En Haandbog for Øvrigheder og Borgere (København, 1801) fortjener at fremhæves.
Han bidrog også med forskellige afhandlinger af hygiejnisk og epidemiologisk art i tidsskriftet Iris og Hebe, samt i Nyt Bibliothek for Physik, Medicin og Oeconomi (1801-1806). Udgav selv magasinet Nye Sundheds og Moerskabs Tidende fra 1805-1809, der både består af egne og oversatte bidrag. Desuden var han medoversætter af C.G. Flittners store værk Gynæologie 1798-1802, der er et tidligt og revolutionerende værk om seksualoplysning, seksualhygiejne m.m.
Hans populære værker omfatter bl.a. Mine Bekiendelser om Qvindekiønnet (Kbh., 1802), Tildragelser under Ahnelser, Drømme, Syner (Kbh., 1804), samt Kosmetisk Lommebog for Damer (Kbh., 1813).
Det er dog især som sanger, vise- og lejlighedsdigter, hans navn er husket, og han blev almindeligt yndet i sin samtid. I klubber og ved selskaber hørte hans viser til blandt tidens mest populære, og generelt er både hans digtning og fagbøger skrevet med stor humor og overskud, ganske ulig hvordan hans tilværelse ellers formede sig.
For teatret oversatte han en del syngespil. Hans vers er letflydende og formrene, ofte iblandet en elegisk tone. Christiansborgs Ruiner, Natten efter Branden i 1794 kaldte Jacob Baden et Mesterstykke af skildrende Poesi.
Da Frankenau kort før sin død forberedte Samlede Digte (de udkom som Nytårsgave for 1815), gjorde han i fortalen Johannes Ewalds ord til sine, at der i hans værker ikke fandtes nogen linje, som han i sin dødsstund ville angre at have skrevet eller på sin dødsseng ønske var udslettet.

## Eksterne links
- Sange på Wikisource
- Runeberg.org
- Kalliope: Rasmus Frankenau
- eremit.dk: Rasmus Frankenau Arkiveret 17. august 2007 hos  Wayback Machine
- Rex, Det Kongelige Biblioteks database